# Peter Guarasci
Peter Anthony Guarasci (* 25. Februar 1974 in Niagara Falls, Ontario) ist ein ehemaliger kanadischer Basketballspieler. Nach seinem Studium spielte Guarasci als Profi in Europa, wo er infolge seiner zweiten, italienischen Staatsbürgerschaft als EU-Inländer galt und damit unter keine Beschränkungen fiel. Als kanadischer Nationalspieler gewann Guarasci eine Silber- und eine Bronzemedaille bei Amerikameisterschaften und nahm neben den Weltmeisterschaften 1998 auch am olympischen Basketballturnier 2000 in Sydney teil. Sein größter Erfolg mit einer Vereinsmannschaft ist der Pokalsieg 2000 mit den Opel Skyliners Frankfurt. Neben einer Saison in der deutschen Basketball-Bundesliga und einer in der spanischen Liga ACB spielte Guarasci ansonsten während seiner professionellen Karriere bis 2008 ausschließlich für italienische Vereine. Nach seiner aktiven Karriere wurde Guarasci Trainer im kanadischen Hochschulsport.

## Karriere
Guarasci ging 1992 zum Studium an die Fairfield University im US-Bundesstaat Connecticut, an der er für die Hochschulmannschaft Stags in der Metro Atlantic Athletic Conference in der NCAA spielte. Nach zwei Jahren wechselte er jedoch 1994 zur Simon Fraser University an die kanadische Westküste. Dort spielte er mit der Hochschulmannschaft Clan in der NAIA. Mit der kanadischen Studentenauswahl gewann Guarasci bei der Sommer-Universiade 1995 in Fukuoka eine Bronzemedaille.
1996 beendete Guarasci sein Studium und begann eine Karriere als professioneller Spieler in Italien, wo er wegen seiner italienischen Abstammung die Staatsbürgerschaft zuerkannt bekam. In drei Spielzeiten spielte er für den Verein Scavolini aus Pesaro, der 1998 aus der ersten italienischen Liga Serie A in die zweite Liga abstieg. Pesaro schaffte zwar den sofortigen Wiederaufstieg als Nachrücker nach der Saison 1998/99, doch Guarasci wechselte in die deutsche Basketball-Bundesliga zu den Opel Skyliners aus Frankfurt am Main, die die Erstliga-Lizenz der Dragons Rhöndorf übernommen hatten. In ihrer Premierensaison in der Basketball-Bundesliga 1999/2000 erreichten die Frankfurter einen dritten Platz nach der Hauptrunde und schieden in der Play-off-Halbfinalserie knapp gegen den ehemaligen Meister Bayer Giants Leverkusen aus der Meisterschaftsvergabe aus. Im Endspiel des nationalen Pokalwettbewerbs konnte man vor heimischem Publikum jedoch den Meister ALBA Berlin besiegen und den ersten Titel für den neuen Verein erringen. Guarasci, der bei der WM-Endrunde 1998 erstmals in einem Endrundenkader der kanadischen Nationalmannschaft debütiert hatte und bei der Amerikameisterschaft 1999 mit der kanadischen Auswahl hinter den Vereinigten Staaten eine Silbermedaille gewonnen hatte, nahm anschließend an den olympischen Spielen 2000 teil, bei denen man nach dem Gruppensieg in der Vorrunde im Viertelfinale gegen Frankreich aus der Medaillenvergabe ausschied und am Ende einen siebten Platz belegte.
Zur Spielzeit 2000/01 kehrte Guarasci nach Italien zurück und spielte in Roseto degli Abruzzi für den Erstliga-Aufsteiger Codivari, der auf Anhieb die Play-offs um die Meisterschaft erreichte. Hier schied man in der ersten Runde gegen den Euroleague-Premierengewinner und späteren Meister Kinder Bologna aus. Im Sommer 2001 gewann er mit der kanadischen Nationalmannschaft bei der Amerikameisterschaft 2001 erneut eine Medaille nach dem Sieg im „kleinen Finale“ über Puerto Rico. In der Saison 2001/02 spielte Guarasci in der höchsten spanischen Spielklasse Liga ACB für Caja San Fernando aus Sevilla. Nach einer Verletzung fiel Guarasci jedoch für einen Großteil der Saison aus und er absolvierte nur elf Einsätze für die Mannschaft, die auf dem zwölften Tabellenplatz den Einzug in die Meisterschafts-Play-offs klar verpasste. Nach den Verletzungsproblemen in der Saison 2001/02 setzte Guarasci seine Karriere 2003 in der zweiten italienischen Liga Legadue bei den Crabs aus Rimini fort, für die er, unterbrochen von einer Saison in der Serie A 2004/05 bei Bipop Carire aus Reggio nell’Emilia, bis 2008 spielte. Der ehemalige Erstligist scheiterte regelmäßig in der ersten Play-off-Runde um den Aufstieg an einer Rückkehr in die höchste italienische Spielklasse, nur in der Saison 2006/07 erreichte man als Hauptrundenzweiter die Halbfinalserie, in der man ausgerechnet gegen Guarascis ehemaligen Verein und späteren Aufsteiger Scavolini Pesaro ausschied. Nach der Saison 2007/08 war Guarasci dann professionell nicht mehr aktiv.
Nach seiner aktiven Karriere wurde Guarasci Trainer im kanadischen Hochschulsport. Nachdem er zuvor als Trainerassistent gearbeitet hatte, wurde er 2011 Trainer der Griffins an der MacEwan University in Edmonton, bevor er ein Jahr später an der University of British Columbia Okanagan in Kelowna die Hochschulmannschaft Heat im Canadian-Interuniversity-Sport-Verband (CIS) übernahm.